# L'Acayen
L'Acayen est une revue néo-nationaliste publiée à Bathurst au Nouveau-Brunswick (Canada) entre 1972 et 1976.
L'Acayen défendait les idées du parti Acadien.